# سمندرک صخره‌ای مانتسنی
سمندرک صخره‌ای مانتسنی (نام علمی: Calotriton arnoldi) نام یک گونه از تیره سمندران است. این گونه بوم‌زاد منتسنی در شمال شرقی اسپانیا می‌باشد. این گونه برای نخستین بار در سال ۲۰۰۵ میلادی شناسایی شده‌است. سمندرک صخره‌ای منتسنی دارای بدنی است به طول ۵۶–۵۹ میلی‌متر و دمی به طول ۳۴–۴۴ میلی‌متر. زیستگاه طبیعیش با آب و هوایی نسبتاً سرد با ۱۵ درجه سانتی‌گراد است. این سمندرک در اتحادیه بین‌المللی حفاظت از طبیعت یک گونه در معرض انقراض طبقه‌بندی گردیده است.